# Nemoura hesperiae
Nemoura hesperiae är en bäcksländeart som beskrevs av Giovanni Consiglio 1960. Nemoura hesperiae ingår i släktet Nemoura och familjen kryssbäcksländor. Inga underarter finns listade i Catalogue of Life.